# Léon Brunschvicg
Ne doit pas être confondu avec Jacques Brunschwig.
Pour les articles homonymes, voir Brunschvicg.
Léon Brunschvicg, né dans le 2e arrondissement de Paris le 10 novembre 1869 et mort à Aix-les-Bains le 18 janvier 1944, est un philosophe des sciences et historien de la philosophie français idéaliste de tendance kantienne et spinozienne. Époux de la féministe et sous-secrétaire d'État à l'Éducation Cécile Brunschvicg, il est le fondateur en 1893, avec Xavier Léon et Élie Halévy, de la Revue de métaphysique et de morale.

## Biographie
Léon Brunschvicg est élève d'Alphonse Darlu au lycée Condorcet, comme Marcel Proust, qu'il a côtoyé en outre durant l'adolescence.
Il entre à l'École normale supérieure (promotion 1888 Lettres), est reçu premier à l'agrégation de philosophie (1891) et devient professeur à Lorient (1891), puis à Tours (1893), au lycée Corneille de Rouen (de 1895 à 1900), où Alain lui succèdera, et ensuite au lycée Condorcet (1900) et au lycée Henri IV (1903), à Paris.
Le 19 mars 1897, il soutient ses deux thèses de doctorat ès lettres à la Faculté de Paris. La première, en français, s'intéresse aux modalités du jugement. La deuxième, en latin, traite de la démonstration faite par Aristote que métaphysique et syllogisme sont inhérents. 
Léon Brunschvicg, philosophe féministe, membre de la Ligue des droits de l'homme, puis vice-président de la Ligue des électeurs pour le suffrage des femmes se marie avec  Cécile Kahn en 1899 ; ils ont, de 1901 à 1919, quatre enfants.
Entre 1900 et 1940 il se fait connaître comme un philosophe idéaliste, voire intellectualiste ; il est le représentant de ce que l'on a appelé le courant idéaliste français.
Nommé maître de conférences de philosophie à la Sorbonne en 1909 puis professeur adjoint en 1920 et professeur d'histoire de la philosophie moderne en 1927, il y enseigne pendant trente ans et est entre autres le directeur de thèse de Jean Cavaillès en 1937 et de Raymond Aron (Introduction à la philosophie de l'histoire) en 1938.
Il participe en 1929 au deuxième cours universitaire de Davos, avec de nombreux autres intellectuels français et allemands.
En 1919 , il devient membre de l'Académie des sciences morales et politiques.
Au cours de sa carrière il collabore avec de nombreuses revues telles que les Annales de l'Université de Paris, le Chronicon Spinozarum, le Bulletin de l'Union pour la vérité, Scientia, la Revue des deux mondes, la Revue de Paris, la Revue des cours et conférences, la Revue d'histoire de la philosophie, la Revue philosophique, le Bulletin de la société française de philosophie et la Revue de métaphysique et de morale. Il anime également la Société française de philosophie et plusieurs congrès internationaux de philosophie.
Sous l'Occupation, Brunschvicg doit quitter son poste à la Sorbonne et partir en zone libre pour échapper aux nazis qui le traquent en raison de ses origines juives,. Il se réfugie dans le sud de la France à Aix-en-Provence,. Il y vit tranquillement en commençant l'ébauche de ce qui allait être son dernier ouvrage Descartes et Pascal, lecteurs de Montaigne. Mais après l'occupation allemande de la zone libre, à partir de 1943 sa femme et lui doivent se cacher.
En janvier 1944, il meurt à l'âge de 74 ans, évènement auquel la presse donne très peu d'écho.

## Œuvre
Avec Henri Bergson, Léon Brunschvicg s'annonça, dès 1897, comme l'un des philosophes français majeurs de la première moitié du XXe siècle. À la Société française de philosophie (fondée en 1901 par Xavier Léon), à la Sorbonne et partout où il fut reçu, Brunschvicg ne laissa personne indifférent. Avec ses amis connus au lycée (notamment Élie Halévy) ainsi qu'un grand nombre de ses collègues (André Lalande, Émile Meyerson), il participa à ce que l'on appelle encore aujourd'hui l'idéalisme français.
Brunschvicg développa à partir de la « méthode réflexive », un « idéalisme critique ». Pour lui, l'acte de l'esprit s'exprime dans les vérités scientifiques : philosophie et science vont en couple. Le grand concept brunschvicgien par excellence est celui de jugement dont il expose la théorie dans sa thèse La Modalité du jugement. C'est le jugement qui, dans la réflexion scientifique, constitue le cœur de la philosophie réflexive de Brunschvicg. À partir de ce jugement, qui donne la signification pleine et entière de la conscience intellectuelle, Brunschvicg va pouvoir rendre compte d'une philosophie de l'esprit : la genèse de l'esprit c'est le progrès du savoir sous la forme des sciences ; et Brunschvicg sera l'un des rares philosophes du siècle dernier à tenter une réflexion tenant conjointement les sciences (mathématiques, physique, biologie) et l'Esprit.
D'autre part, l'engagement politique de Brunschvicg, humaniste, ne fait que découvrir le message central de son œuvre : l'universalisme de la Raison. L'œuvre brunschvigienne, qui comporte une somme considérable d'ouvrages et d'articles, vient d'être complétée grâce à la restitution par la Russie à sa famille en 2001 de nombreuses notes inédites.

## Critique
Léon Brunschvicg est, avec son contemporain Henri Bergson, la cible principale du pamphlet Les Chiens de garde (1932) de Paul Nizan, pour qui il représente le modèle du philosophe bourgeois indifférent aux réalités sociales : « On voit mal les raisons que M. Brunschvicg aurait eues de pencher vers des idées dangereuses » (p. 64). Lucien Febvre, en 1948, voyait en Brunschvicg le représentant d’une vieille génération universitaire, nourrie aux classiques et pleine d’érudition, mais à la pensée « rétrécie »,.
À quoi Raymond Aron répond : « Nos professeurs ne méritaient pas ces injures pour le seul crime de n'être pas révolutionnaires. Pourquoi auraient-ils dû l'être ? ».
Jean-Paul Sartre (dans l'article de L'intentionnalité : une idée fondamentale de la phénoménologie d'Husserl) critique son idéalisme. Notamment, il dénonce sa vision assimilatrice : il parlera de « philosophie digestive », téléologique, de l'histoire de l'humanité devant tendre vers l'harmonie et le triomphe de l'Esprit. Une harmonie venant ingérer les tensions issues de l'environnement (selon une révision du jugement), dans une unification de l'esprit à travers l'histoire.
On retrouvera cette critique de façon allusive à la fin de La Transcendance de l'Ego (paru dans la 6e revue : Les Recherches Philosophiques), dans la 3e partie de la conclusion de l'article à propos de l'idéologie d'extrême-gauche.
Brunschvicg ne sera pas mentionné dans L'Être et le Néant, mais on trouvera une allusion rapide dans Questions de méthode (préface de la Critique de la Raison dialectique, t.I, p.30), qui rappelle utilement la rupture philosophique entre l'ancien idéalisme français (dont Brunschvicg était le représentant par excellence) et les différents mouvements philosophiques, notamment existentialistes, qui ont éclos en philosophie continentale dans l'entre-deux-guerres.

## Postérité
- L'Institut mémoires de l'édition contemporaine conserve dans ses archives[20] les documents remis en 1997 par les ayants droit de Léon Brunschvicg, ainsi que les documents spoliés par les troupes d'Occupation allemande en France pendant la seconde Guerre mondiale, emportés à Prague puis à Moscou par l'Armée rouge à la fin de la guerre et rendus par la Russie en 2001. Ce fonds Brunschvicg de 54 boîtes d'archives et 8 imprimés est principalement constitué par sa correspondance ainsi que par les manuscrits d'un bon nombre des textes publiés par Léon Brunschvicg tout au long de sa carrière.
- François Chaubet, « Léon Brunschvicg, destin d’un philosophe sous l’Occupation », dans Pascal Mercier et Claude Pérez, Déplacements, dérangements, bouleversement : Artistes et intellectuels déplacés en zone sud (1940-1944), Actes du colloque organisé par l'université de Provence, l'université de Sheffield, la bibliothèque de l'Alcazar (Marseille) les 3-4 juin 2005 (lire en ligne).
- Le colloque De Brunschvicg à Bachelard, organisé par  Mauro Carbone, Miguel de Beisteguiet et Frédéric Worms à l'École normale supérieure, en février 2009[21], avec la discussion, entre Anastasios Brenner et Philippe Binant, autour de Jules Vuillemin.

## Ouvrages

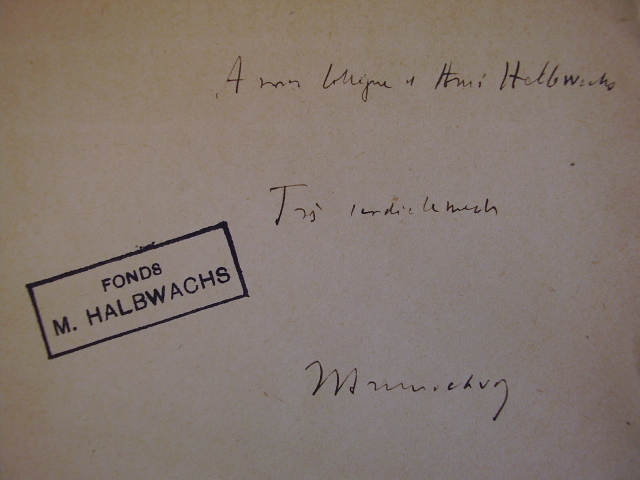
Envoi de L. Brunschvicg à Maurice Halbwachs sur La raison et la religion (1939).
(Ouvrage conservé à la Bibliothèque de sciences humaines et sociales Paris Descartes-CNRS).

Ouvrages doctrinaux publiés du vivant de l'auteur
- La modalité du jugement (thèse principale), Paris, Félix Alcan, coll. «Bibliothèque de philosophie contemporaine», 1897.
- Introduction à la vie de l'esprit, Paris, Félix Alcan, coll. «Bibliothèque de philosophie contemporaine», 1900, réédition avec une préface d'André Simha, Éditions Hermann, 2010.
- L'idéalisme contemporain (recueil d'articles parus dans la Revue de Métaphysique et de Morale), Paris, Félix Alcan, coll. «Bibliothèque de philosophie contemporaine», 1905.
- Les étapes de la philosophie mathématique, Paris, Félix Alcan, coll. «Bibliothèque de philosophie contemporaine», 1912.
- Nature et liberté (recueil d'articles), Paris, Flammarion, 1921.
- Un ministère de l'éducation nationale, Paris, Plon, 1922.
- L'expérience humaine et la causalité physique, Paris, Félix Alcan, coll. «Bibliothèque de philosophie contemporaine», 1922.
- Le progrès de la conscience dans la philosophie occidentale, Paris, Félix Alcan, coll. «Bibliothèque de philosophie contemporaine», 1927.
- De la connaissance de soi, Paris, Félix Alcan, coll. «Bibliothèque de philosophie contemporaine», 1931.
- Les âges de l'intelligence, Paris, Alcan, 1934.
- Le rôle du pythagorisme dans l'évolution des idées, Paris, Hermann, 1937.
- La raison et la religion, Paris, Félix Alcan, coll. «Bibliothèque de philosophie contemporaine», 1939.

Ouvrages historiques
- Spinoza, Paris, Félix Alcan, coll. «Bibliothèque de philosophie contemporaine», 1894.
- Qua ratione Aristoteles metaphysicam vim syllogismo inesse demonstravit, Paris, Alcan, 1897.
- Pascal, pensées et opuscules, Paris, Hachette, 1897 - Prix Saintour de l’Académie française en 1898.
- Œuvres complètes de Blaise Pascal (14 volumes), Paris, Hachette, 1904-1914.
- Reproduction en phototypie du manuscrit des Pensées de Pascal, Paris, Alcan, 1905.
- Spinoza et ses contemporains, Paris, Félix Alcan, coll. «Bibliothèque de philosophie contemporaine», 1923.
- Le génie de Pascal, Paris, Hachette, 1924.
- Pascal, Paris, Rieder, 1932.
- Descartes, Paris, Rieder, 1937.
- Descartes et Pascal, lecteurs de Montaigne, Paris, La Baconnière, Neuchâtel, 1942; Brentano's, New-York - Paris.

Ouvrages posthumes
- Héritage des mots. Héritage d'idées [Raison. Expérience. Liberté. Amour. Dieu. Âme], Paris, PUF, coll. «Bibliothèque de philosophie contemporaine», 1945.
- L'esprit européen, La Baconnière, Neuchâtel, 1947.
- Agenda retrouvé, 1892-1942, Paris, Éditions de Minuit, 1948.
- Le philosophe de l'esprit, Paris, PUF, 1950.
- Écrits philosophiques, tome I : L'humanisme de l'occident, Descartes, Spinoza, Kant, Paris, PUF, coll. «Bibliothèque de philosophie contemporaine», 1949.
- De la vraie et de la fausse conversion, suivi de la querelle de l'athéisme, Paris, PUF, 1951.
- Écrits philosophiques, tome II : L'orientation du rationalisme, Paris, PUF, coll. «Bibliothèque de philosophie contemporaine», 1954.
- Écrits philosophiques, tome III : Science-religion, Paris, PUF, coll. «Bibliothèque de philosophie contemporaine», 1958.